# إليس مارك زاكارياس الأب
إليس مارك زكارياس الأب (بالإنجليزية: Ellis M. Zacharias)‏ (1 يناير 1890 - 27 يونيو 1961) لواء وملحق بحري في اليابان، خدم في الحربين العالميتين الأولى والثانية. عُيّن بعد الحرب العالمية الثانية نائباً لمدير المخابرات البحرية الأمريكية وعمل بعد تقاعده كراوٍ لمسلسل الدراما الوثائقية التلفزيوني الذي أنتجته NBC واستمر عرضه من 1958 إلى 1959 المسمى «ما وراء الأبواب المغلقة».

## الخدمة العسكرية

### بدايات حياته وخلال الحرب العالمية الأولى
ولد زاكارياس في جاكسونفيل بولاية فلوريدا. عُيّن ضابطاً بحرياً عام 1908 وتخرج كحامل راية عام 1912 من الأكاديمية البحرية الأمريكية في أنابوليس بولاية ماريلاند. خدم زاكارياس أول رحلة بحرية له على متن السفينة الحربية المدرعة الجديدة يو إس إس أركانساس التي رافقت الرئيس الأمريكي ويليام هوارد تافت إلى بنما لتفقد قناة بنما الجافة قبل الانتهاء منها. خدم زاكارياس على متن سفينة يو إس إس فيرجينيا الحربية من عام 1913 إلى 1915، ثم تمركز لفترة من الزمن على متن سفينة المسح الحربية هانيبال.
خلال الحرب العالمية الأولى شغل منصب ضابط صف على متن السفينة الحربية يو إس إس بيتسبرج. وبعد ذلك كضابط هندسي على متن السفينة الحربية المحمية يو إس إس رالي، ثم عاد إلى بيستبرج كضابط صف مدافع.

### بين الحروب
في يونيو 1919 نُقل إلى السفينة الحربية يو إس إس هنتغتون. في أغسطس عام 1920 عُيّن كمساعد للملحق البحري الأمريكي في اليابان، وكان ملحقاً بالسفارة الأمريكية في طوكيو كطالب لغة، والذي كان يتضمن عادةً إجراء المهمات الدبلوماسية والاستخباراتية الأمريكية. غادر اليابان عائداً إلى الولايات المتحدة الأمريكية في أعقاب زلزال كانتو الكبير في سبتمبر عام 1923 على متن السفينة الحربية يو إس إس هورون حيث خدم لفترة قصيرة كملازم أول.

### حياته اللاحقة
عُيّن زاكارياس بعد الحرب في مكتب الولايات المتحدة الأمريكية لمعلومات الحرب ثم عاد إلى مكتب الاستخبارات البحرية حيث طوّر خططاً لإعادة هيكلة ومركزة الاستخبارات العسكرية تحت الاسم التنظيمي «وكالة الاستخبارات المشتركة» مع صديقه وزميله الياباني السابق الملحق سيدني ماشبير الذي قام خلال الحرب العالمية الثانية بتأسيس قسم مترجمي التحالف والترجمة الفورية عالية الفعالية. لم تتحقق خطط زاكارياس لإعادة هيكلة الاستخبارات العسكرية إلا بعد إنشاء وكالة الاستخبارات الدفاعية في عام 1961. كان مسلسله التلفزيوني «ما وراء الأبواب المغلقة» عبارة عن برنامج فريد من نوعه مكون من 26 حلقة والذي تم إعداده خلال الحرب الباردة، واستضافه وظهر فيه أحياناً بروس جوردون في دور القائد ماتسون. تركز السلسلة على كيفية قيام الاتحاد السوفيتي السابق بسرقة أسرار الصواريخ الأمريكية ويقترح خططاً لمنع حصول تجسس لاحقاً، وهو مبني على ملفات زاكارياس في الاستخبارات البحرية وتجاربه خلال زمن الحرب. يقدم زاكارياس في نهاية كل حلقة من المسلسل بعض التعليقات أيضاً. روى زاكارياس قبل ظهوره في المسلسل سلسلة إذاعية بعنوان «المهمات السرية». أُخذت عناوين كلا البرنامجين من الكتب التي كتبها.

## موته وإرثه
تقاعد زاكارياس من البحرية الأمريكية في عام 1946 بعد 34 عاماً من الخدمة نتيجة نوبة قلبية. توفي في منزله في غرب سبرينغفيلد نيو هامبشاير عن عمر يناهز 71 عاماً من مضاعفات نوبة قلبية أخرى. دُفن في 3 يوليو 1961 في مقبرة أرلينغتون الوطنية في أرلينغتون فرجينيا. دُفنت زوجته كلارا ميلر (من مواليد 27 فبراير 1897) معه عند وفاتها في 7 نوفمبر عام 1992. كانت تعيش وقت وفاتها في فولز تشيرش فيرجينيا. كان ابناهما إليس إم زاكارياس الابن وجيرولد إم زاكارياس من خريجي الأكاديمية البحرية أيضاً.